# ساندرا واگنر-زاکسه
ساندرا واگنر-زاکسه (آلمانی: Sandra Wagner-Sachse؛ زادهٔ ۹ سپتامبر ۱۹۶۹) کماندار اهل آلمان است.